# Rózsaszín

A rózsaszín árnyalatai

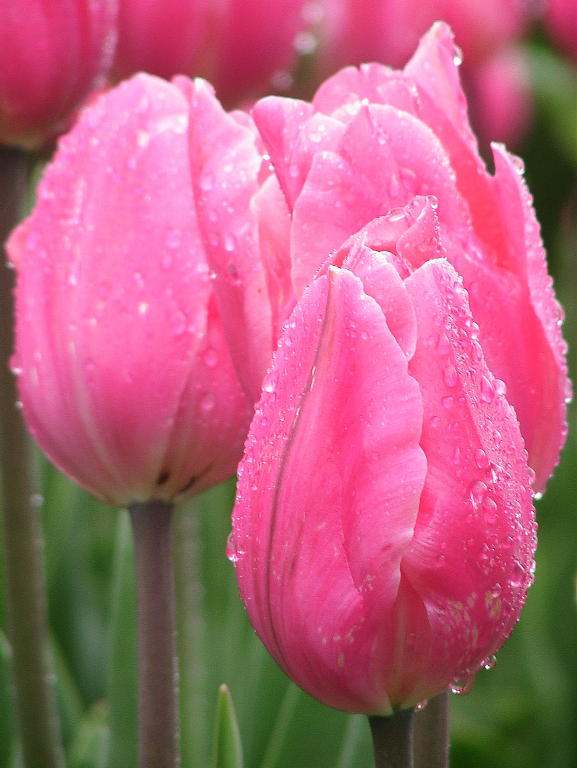
Rózsaszín tulipánok

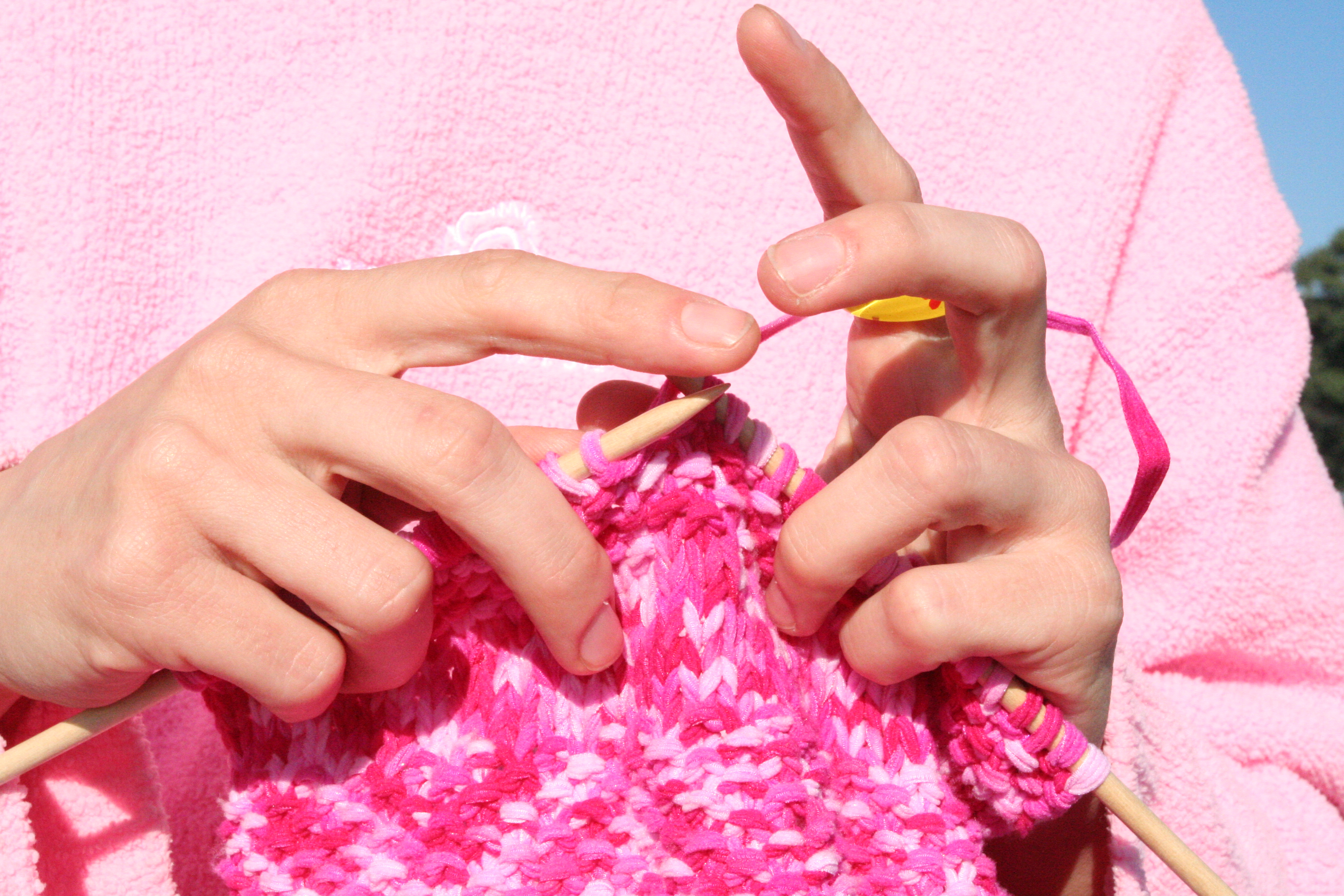
Rózsaszín pulóveres ember rózsaszín sálat köt

A rózsaszín egy szín, a vörös telítetlen árnyalata. A vörös és a fehér keverésével állítható elő.  A rózsás jelentésű roseus szót Lucretius is alkalmazta a De rerum naturában, a hajnalpír leírására.
Több növényfaj tudományos nevében is használatos (pl. Sturnus roseus; Catharanthus roseus).

## Szimbolikája
- A nyugati kultúrában az 1920-as években kezdődött, hogy a színek nemeket jelölnek.[2] Az 1940-es évekig a rózsaszín a fiúkat jelölte, a kék a lányokat, mivel előbbi a vörös rokonaként határozottabb, férfiasabb színnek tűnt, utóbbi visszafogottnak, azonkívül Szűz Mária ruhájának gyakori színe a művészetben.[3][4][5] Ez az 1940-es években megváltozott, azóta fordítva van.[6]
- Bár néha nemi sztereotípiákkal azonosítják, több feminista is magáénak vallja, pl. a svéd radikális feminista párt és egy amerikai női békeaktivista-csoport színe is.
- A rózsaszín szalag a emlőrák elleni küzdelem nemzetközi jelképe. A színt a nőiességgel való szoros összefüggése miatt választották.[7]
- Egy feltételezés szerint a nők azért kedvelik a rózsaszínt, mert eleve vonzódnak a vöröses dolgokhoz, például az érett gyümölcsökhöz és egészséges arcszínhez.[8][9]
- A náci koncentrációs táborokban a homoszexuálisoknak rózsaszín háromszöget kellett viselniük. Ma gyakran melegbüszkeség-rendezvényeken hordják.[10]

## A rózsaszín a kultúrában
- A thai szoláris naptárban a rózsaszín a kedden születettek színe.
- Az indiai Dzsajpurt „rózsaszín városként” ismerik, mivel 1876-ban az uralkodó rózsaszínűre festtette a belváros épületeit.
- Pink, akinek a neve rózsaszínt jelent, egy amerikai énekesnő. (Eredeti neve Alecia Moore.)[11]
- A Barbie-babákhoz való különféle tartozékok gyakran rózsaszínek.
- A Rózsaszín párduc népszerű képregény- és rajzfilmszereplő.
- A Láthatatlan Rózsaszín Egyszarvú egy paródiavallás istennője.
- A rózsaszín zaj egy fizikai fogalom.
- A Rózsaszín pitbull egy magyar együttes.
- Több sportegyesület hivatalos színe is a rózsaszín, például két krikettklubnak: az IPL-ben játszó Rajasthan Royalsnak és a BBL-ben játszó Sydney Sixersnek.

## Lásd még
- Színek